# Crissy Rock
Crissy Rock (née le 23 septembre 1958) est une actrice et humoriste britannique.

## Carrière
Le plus notable de ses rôles est celui de Maggie Conlan dans le film de 1994, Ladybird, et en tant que Janey York qu'elle a jouée au théâtre à partir de 2007 et jusqu'en 2011 quand elle a été remerciée du spectacle[incompréhensible].
Pour sa performance dans Ladybird, elle a remporté l'Ours d'argent de la meilleure actrice au 44e festival du film de Berlin 1994, succédant ainsi à l'actrice américaine Michelle Pfeiffer.
En décembre 2011 elle est candidate au jeu d'aventure I'm a Celebrity... Get Me Out of Here ! 11 sur TV.
Elle est éliminée le jour 18 (sur 21 jours). Elle était en compétition avec notamment l'actrice américaine Stefanie Powers, l'ancienne championne d'athlétisme Fatima Whitbread ou encore l'éventuel vainqueur Dougie Poynter.
En 2019 elle est candidate de la deuxième saison de Celebs on the Farm.

## Filmographie (partielle)
| Année   | Titre                                   | Rôle           | Note(s)                                                     |
| ------- | --------------------------------------- | -------------- | ----------------------------------------------------------- |
| 1994    | Ladybird                                | Maggie Conlan  | Ours d'argent de la meilleure actrice réalisé par Ken Loach |
| 1996    | Springhill                              | Anita Cartlege | série télévisée                                             |
| 1996    | Dalziel and Pascoe                      | Annie Greave   |                                                             |
| 1997    | Born to Run                             | Edna           |                                                             |
| 2007–11 | Benidorm                                | Janey York     | Théâtre                                                     |
| 2011    | I'm a Celebrity... Get Me Out of Here ! | Elle-même      | télé-réalité, saison 11                                     |
| 2019    | Celebs on the Farm                      | Elle-même      | télé-réalité, saison 2                                      |